# Le Chiffre
Le Chiffre is een personage in zowel het boek als de verfilmingen van Casino Royale in 1954, 1967 en 2006.
Hij is in alle verhalen iemand die deel uitmaakt van een vijandelijke organisatie van James Bond. Hij waagt een verkeerde gok wanneer hij iets financiert met een heleboel geld dat aan hem gefinancierd is. Hij verliest dit geld en probeert zijn eigen huid te redden door het geldbedrag terug te winnen met een gokspel in Casino Royale. Bond, van de Britse geheime dienst, moet dit voorkomen en gaat dan tegen Le Chiffre spelen in het casino.

## Biografie in het boek
Le Chiffre is een man wiens afkomst onbekend is. Tijdens de Tweede Wereldoorlog leed hij aan geheugenverlies. Omdat hij zijn naam was vergeten en niemand het kon identificeren, kreeg hij in plaats van een naam in zijn paspoort, een nummer. Hij nam toen bijnamen aan als 'The Number', Herr Ziffer' of 'Le Chiffre'.
Le Chiffre werkt voor de Russische contraspionagedienst SMERSH. Voor het boek begint, verdient hij zijn geld met vieze zaakjes, waaronder prostitutie dat hij stiekem had gefinancierd met het geld dat de Russische overheid aan hem financierde.
Wanneer er een wet komt tegen prostitutie is Le Chiffre blut en verliest hij 50.000.000 franc. Hij moest snel zijn geld terugverdienen, voordat het gemist wordt door de Russische overheid. Dit probeert hij in het Casino in de Franse stad Royale (Casino Royale). Hier begint het boek.
Eerst speelt Le Chiffre op een normale manier Roulette, maar later organiseert hij een grote Baccarat-wedstrijd. Hierbij is zijn inzet 25.000.000 franc, wat hij van zijn communistische vakbond heeft gekregen. Ook met een inzet van 25.000.000 franc probeert MI6-agent James Bond Le Chiffre aan de hoge tafel te verslaan.
Als Le Chiffre de Baccarat-wedstrijd verliest, ontvoert hij Bond en neemt hem mee naar zijn villa, om hem te martelen en erachter te komen waar hij het gewonnen geld heeft verstopt. Tijdens de ondervraging wordt Le Chiffre neergeschoten door een SMERSH-agent.

## Rol in de film uit 2006
Le Chiffre is voor het eerst te zien in de film wanneer zijn baas Mr. White net een deal heeft gemaakt met de terroristenleider Steven Obanno. Obanno financiert Le Chiffre nu met een heleboel geld, zodat hij putopties van de firma Skyfleet kan kopen voor het geval de aandelen van Skyfleet omlaag gaan. Een handlanger van Le Chiffre zegt hierbij dat dit nutteloos is, omdat het zeker is dat de aandelen omhoog zullen gaan, omdat Skyfleet het nieuwste soort vliegtuig zal introduceren. Le Chiffre zegt dat hij de putopties toch moet kopen.
Als introductie van Mr. White's plan moet Obanno een aanslag in Madagaskar regelen. De terrorist Mollaka die deze opdracht krijgt mag hem pas uitvoeren wanneer Le Chiffre's handlanger Alex Dimitrios het sms'je ellipsis naar hem toestuurt.
Mollaka wordt vermoord door MI6-agent James Bond, die vervolgens via Mollaka's mobiele telefoon Alex Dimitrios weet te vinden. Bond volgt Dimitrios naar Miami, waar hij hem vermoordt en ontdekt dat hij het nieuwste soort vliegtuig, van Skyfleet, wilde laten opblazen. Deze aanslag houdt Bond ook tegen. Omdat de putopties nu niets meer waard zijn, is Le Chiffre blut en verliest hij $101.206.000.
Omdat Le Chiffre de putopties heeft gekocht met het geld van de terroristen, moet hij zijn eigen huid redden en organiseert hij een groots casino-spektakel in het casino 'Casino Royale' in Montenegro. M, het hoofd van MI6, verdenkt Le Chiffre en stuurt James Bond, als beste Poker-speler van de Geheime dienst, om tegen Le Chiffre te spelen. Als inzet krijgt Bond 10 miljoen dollar van de regering.
Wegens Le Chiffre's grote schuld komt Steven Obanno 's avonds in zijn hotelkamer die hem dreigt te vermoorden. Le Chiffre zegt dat hij zijn geld morgen krijgt. Als Obanno de hotelkamer uitstapt ziet hij Bond in de gang. Obanno probeert direct Bond te vermoorden, maar wordt na een lang gevecht gewurgd door Bond, waarbij hij sterft. Na Obanno's dood heeft Le Chiffre bij zijn financierders geen schulden meer. Toch blijft hij doorpokeren.
Le Chiffre verliest het spel, maar neemt Bond gevangen en martelt hem om zo erachter te komen wat de code van de rekening is waar het gewonnen geld op gestort is. Voordat Le Chiffre het antwoord heeft, wordt hij door zijn opdrachtgever Mr. White doodgeschoten, omdat het plan van de aanslag mislukt is, waarbij Mr. White veel rijker geworden zou zijn. Hij zegt dan ook tegen Le Chiffre dat hij het belangrijk vindt om te weten wie hij kan vertrouwen.
Le Chiffre wordt later nog genoemd in de films Quantum of Solace en SPECTRE. In de laatste blijkt dat hij ook deel uitmaakte van SPECTRE. Blofeld toont de beeltenis van Le Chiffre en andere tegenstanders van Bond om hem te kwellen.

### Handlangers in de film
- Alex Dimitrios
  - Carlos
  - Mollaka
- Valenka
- Kratt
- Leo
- Madame Wu

### Trivia over Le Chiffre in de film
- Er liep steeds een druppel bloed uit het oog van Le Chiffre.

- Tijdens het pokerspel deed Le Chiffre een van de chiptricks. Dat was de Thumb Flip.

## Le Chiffre in andere films
Het personage Le Chiffre werd in 1954 door Peter Lorre en in 2006 door de Deense acteur Mads Mikkelsen gespeeld.
In de James Bondparodie Casino Royale uit 1967 speelt Orson Welles Le Chiffre.